# Fairmont (Minnesota)
Fairmont ist eine Kleinstadt (mit dem Status „City“) im Martin County im US-amerikanischen Bundesstaat Minnesota. Das U.S. Census Bureau hat bei der Volkszählung 2020 eine Einwohnerzahl von 10.487 ermittelt.

## Geografie
Fairmont liegt unweit der Grenze zu Iowa im Süden von Minnesota. Die Stadt wurde nordöstlich einer Kette von fünf Seen (Lake George, Lake Sisseton, Budd Lake, Hall Lake und Amber Lake) errichtet. Nach Angaben des United States Census Bureau beträgt die Fläche von Fairmont 42,8 Quadratkilometer, davon sind 5,1 Quadratkilometer Wasserflächen.
Rund drei Kilometer nördlich der Stadt verläuft der Interstate 90. Im Osten von Fairmont liegt der Fairmont Municipal Airport.

## Geschichte
Ursprünglich wurde das Gebiet des heutigen Fairmont von den Winnebago-Indianern bewohnt. Erste weiße Erforscher in der Region waren John C. Fremont und der Franzose Joseph N. Nicollet im Juni 1838.
Die erste dauerhafte Siedlung wurde von Elisha Banks Hall und William H. Budd errichtet. Sie bauten ihre Häuser an den umliegenden Seen, welche noch heute ihre Namen tragen. Nach den Aufzeichnungen von Budd lebten im Januar 1857 insgesamt 52 Einwohner in Fairmont. Der ursprüngliche Name der Stadt war Fair Mount, wurde aber später in Fairmont geändert.
Mit Beginn des Sioux-Aufstandes 1862 flohen viele Einwohner ostwärts in sicherere Gebiete. Erst mit dem Bau des Fort Fairmount, welches die Bewohner im südlichen Minnesota vor den Angriffen der Indianer schützten sollte, kehrten einige wieder zurück. Nach dem Ende des Aufstandes verließ das Militär Fort Fairmount. Einige Häuser wurden von der Bevölkerung übernommen, andere verfielen mit der Zeit.
Von 1873 bis 1877 machte den Farmern eine Heuschreckenplage zu schaffen. Nach mehreren Ernteausfällen mussten zahlreiche verarmte Familien ihre Farmen verlassen. Erst mit dem Bau der Eisenbahn durch Fairmont begann der wirtschaftliche Aufschwung der Stadt. Im Juli 1878 erreichte der erste Zug Fairmont.

## Demografische Daten
Nach der Volkszählung im Jahr 2010 lebten in Fairmont 10.666 Menschen in 4812 Haushalten. Die Bevölkerungsdichte betrug 282,9 Einwohner pro Quadratkilometer. In den 4812 Haushalten lebten statistisch je 2,17 Personen.
Ethnisch betrachtet setzte sich die Bevölkerung zusammen aus 95,6 Prozent Weißen, 0,5 Prozent Afroamerikanern, 0,3 Prozent amerikanischen Ureinwohnern, 0,7 Prozent Asiaten sowie 1,9 Prozent aus anderen ethnischen Gruppen; 1,1 Prozent stammten von zwei oder mehr Ethnien ab. Unabhängig von der ethnischen Zugehörigkeit waren 5,3 Prozent der Bevölkerung spanischer oder lateinamerikanischer Abstammung.
21,4 Prozent der Bevölkerung waren unter 18 Jahre alt, 56,4 Prozent waren zwischen 18 und 64 und 22,2 Prozent waren 65 Jahre oder älter. 52,5 Prozent der Bevölkerung war weiblich.
Das mittlere jährliche Einkommen eines Haushalts lag bei 40.711 USD. Das Pro-Kopf-Einkommen betrug 24.965 USD. 9,8 Prozent der Einwohner lebten unterhalb der Armutsgrenze.

## Söhne und Töchter der Stadt
- Dale Allan Gardner (1948–2014), NASA-Astronaut
- Michael Izen (* 1967), römisch-katholischer Geistlicher und Weihbischof in Saint Paul and Minneapolis
- Daniel H. Rich (* 1942), Chemiker
- Paul Willson (* 1945), Schauspieler und Drehbuchautor